# Malta en el Festival de la Canción de Eurovisión Junior
Malta fue uno de los países fundadores que debutó en el I Festival de Eurovisión Junior en 2003.
Participó durante las primeras ocho ediciones (2003-2010) y se ausentó durante dos años (2011-2012). Regresó para el festival del 2013 donde ganaron con Gaia Cauchi y la canción "The start". Durante sus ocho participaciones seguidas, tan solo quedó tres veces dentro de la lista de los diez primeros (en 2003, en 2008 y en 2009). En el festival del 2005 quedó en última posición. Tras regresar el 2013, ha tenido buenos resultados, con un primer y cuarto puesto.
Es uno de los pocos países fundadores que aún participan en el festival infantil. La participación de 2015 logró el récord de puntos en una victoria, desbancando así a María Isabel de España, tras ganar en el 2004.
Su puntuación media hasta 2024 es de 89,45 puntos.

## Participación
| 2003                           | Copenhague  | Sarah Harrison      | «Like a Star»              | 7  | 56  |
| 2004                           | Lillehammer | Young Talent Team   | «Power of a Song»          | 12 | 14  |
| 2005                           | Hasselt     | Thea & Friends      | «Make It Right»            | 16 | 18  |
| 2006                           | Bucarest    | Sophie Debattista   | «Extra Cute»               | 11 | 48  |
| 2007                           | Rótterdam   | Cute                | «Music»                    | 12 | 37  |
| 2008                           | Limassol    | Daniel Testa        | «Junior Swing»             | 4  | 100 |
| 2009                           | Kiev        | Francesca & Mikaela | «Double Trouble»           | 8  | 55  |
| 2010                           | Minsk       | Nicole Azzopardi    | «Knock Knock!…Boom! Boom!» | 13 | 35  |
| No participó entre 2011 y 2012 |             |                     |                            |    |     |
| 2013                           | Kiev        | Gaia Cauchi         | «The Start»                | 1  | 130 |
| 2014                           | Marsa       | Federica Falzon     | «Diamonds»                 | 4  | 116 |
| 2015                           | Sofía       | Destiny Chukunyere  | «Not My Soul»              | 1  | 185 |
| 2016                           | La Valeta   | Christina           | «Parachute»                | 6  | 191 |
| 2017                           | Tiflis      | Gianluca Cilia      | «Dawra Tond»               | 9  | 107 |
| 2018                           | Minsk       | Ela                 | «Marchin' On»              | 5  | 181 |
| 2019                           | Gliwice     | Eliana Gómez Blanco | «We Are More»              | 19 | 29  |
| 2020                           | Varsovia    | Chanel Monseigneur  | «Chasing Sunsets»          | 8  | 100 |
| 2021                           | París       | Ike & Kaya          | «My Home»                  | 12 | 97  |
| 2022                           | Ereván      | Gaia Gambuzza       | «Diamonds In The Skies»    | 16 | 43  |
| 2023                           | Niza        | Yulan               | «Stronger»                 | 10 | 94  |
| 2024                           | Madrid      | Ramires Sciberras   | «Stilla Ckejkna»           | 5  | 153 |

## Festivales organizados en Malta
| Edición                                          | Ciudad sede | Localización                    | Presentandores              |
| ------------------------------------------------ | ----------- | ------------------------------- | --------------------------- |
| Festival de la Canción de Eurovisión Junior 2014 | Marsa       | Malta Shipbuilding              | Moira Delia                 |
| Festival de la Canción de Eurovisión Junior 2016 | La Valeta   | Mediterranean Conference Centre | Valerie Vella y Ben Camille |

## Votación
Malta ha dado más puntos a...
| N.º | País                | Pts |
| --- | ------------------- | --- |
| 1   | Bielorrusia         | 109 |
| 2   | Armenia             | 94  |
| 3   | Georgia             | 93  |
| 4   | Países Bajos        | 73  |
| 5   | Ucrania             | 61  |
| 6   | Rusia               | 58  |
| 7   | Francia             | 52  |
| 8   | Macedonia del Norte | 50  |
| 8   | España              | 50  |
| 9   | Italia              | 49  |
| 10  | Polonia             | 44  |

Malta ha recibido más puntos de...
| N.º | País                | Pts |
| --- | ------------------- | --- |
| 1   | Bielorrusia         | 76  |
| 1   | Ucrania             | 76  |
| 1   | Armenia             | 76  |
| 2   | Georgia             | 75  |
| 2   | Países Bajos        | 75  |
| 3   | Macedonia del Norte | 66  |
| 4   | Italia              | 60  |
| 5   | Rusia               | 47  |
| 6   | Australia           | 41  |
| 7   | San Marino          | 39  |
| 8   | Chipre              | 37  |
| 9   | Serbia              | 36  |
| 10  | Albania             | 33  |
| 10  | Bulgaria            | 33  |

## Portavoces
| Año  | Portavoz           | 12 Puntos           |
| ---- | ------------------ | ------------------- |
| 2024 |                    |                     |
| 2023 | Gaia Gambuzza      | Armenia             |
| 2022 | Gaia Cauchi        | Irlanda             |
| 2021 | Jaden              | Georgia             |
| 2020 | Leah Mifsud        | Francia             |
| 2019 | Paula              | Macedonia del Norte |
| 2018 | Milana Borodko     | Francia             |
| 2017 | Mariam Andghuladze | Bielorrusia         |
| 2016 | Gaia Cauchi        | Italia              |
| 2015 | Federica Falzon    | Italia              |
| 2014 | Julian Pulis       | Armenia             |
| 2013 | Maxine Pace        | Ucrania             |
| 2010 | Francesca Zarb     | Rusia               |
| 2009 | Daniel Testa       | Bélgica             |
| 2008 | Francesca Zarb     | Ucrania             |
| 2007 | Sophie Debattista  | Bielorrusia         |
| 2006 | Jack Curtis        | Bielorrusia         |
| 2005 | Stephanie Bason    | Bielorrusia         |
| 2004 | Thea Saliba        | Grecia              |
| 2003 | Desconocido        | Reino Unido         |

- Datos: Q940094
- Multimedia: Malta in the Junior Eurovision Song Contest / Q940094